# ココロが止まらない
「ココロが止まらない」（ココロがとまらない）は、JEWELRYの1枚目のシングル。

## 概要
日本でのデビュー作品で、グループ最大のヒットシングルとなった。テレビ東京系アニメ『モンキーターン』オープニングテーマ。チョウ・ミナは表題曲について「聴いた瞬間に、力強くて楽しくて、アニメーションにぴったりだと思いました。みんなの耳に馴染む作りだし、自分達が何度歌っても楽しめる曲」とコメントしている。後に、作詞を手がけた三枝夕夏の所属する三枝夕夏 IN dbが『U-ka saegusa IN db II』でセルフカバー。

## 収録曲
1. ココロが止まらない
作詞：三枝夕夏　作曲：大野愛果　編曲：小澤正澄
2. Stop the music, give me a chance
作詞：三枝夕夏　作曲・編曲：小澤正澄
3. ひらり 夢一夜（原曲：三枝夕夏 IN db）
作詞：三枝夕夏　作曲：川島だりあ　編曲：池田大介
4. ココロが止まらない ~Singing individual part version~
5. ココロが止まらない ~M-oZ clud mix edit~
Remix：小澤正澄
6. ココロが止まらない ~instrumental~